# Крири
Крири (чеш. Kryry, нем. Kriegern) — город на западе Чешской Республики, в районе Лоуни Устецкого края.
Расположен в районе границы четырёх краёв — Устецкого, Карловарского, Пльзенского и Среднечешского.
Население — 2 416 человек. Средний возраст жителей — 38 лет.

## История
Первое письменной упоминание относится к 1320 году. Название, вероятно, происходит от польского «крик», «краканье» (krákati, kejhati). На гербе и флаге города помещено изображение чёрного ворона. На вершине горы Костельны в средние века стоял замок, полностью разрушенный во время гуситских войн. В 1421 году во время вторжения крестоносцев здесь были убиты все жители чешского происхождения.
Город состоит из 4-х районов:
- Крири
- Бесно
- Стебно
- Строетице.

Город имеет развитую инфраструктуру, в том числе, ряд медицинских учреждений. Начальную школу на 400 детей и детский сад на 120 мест. В Крири действуют предприятия строительной промышленности, ряд малых предприятий.

## Достопримечательности
- Над городом возвышается Шиллерова башня (оригинальное название — Schillewarte), построенная в 1905—1906 гг. в честь 100-летия со дня смерти Шиллера. Башня поставлена на месте древнего замка Козиграда. С 2004 башня является культурным памятником Чешской Республики.
- Наиболее важным архитектурным и художественным памятником является церковь Рождества Пресвятой Девы Марии, которая расположена на горе, где ранее стоял замок. Оригинальная готическая церковь была построена около 1324 года. В 1722 была перестроена в стиле барокко.

## Население
| Год  | Численность | Численность |
| ---- | ----------- | ----------- |
| 1869 | 2914        | [ 6 ]       |
| 1880 | 3625        | [ 6 ]       |
| 1890 | 3731        | [ 6 ]       |
| 1900 | 3806        | [ 6 ]       |
| 1910 | 4202        | [ 6 ]       |
| 1921 | 4103        | [ 6 ]       |
| 1930 | 4124        | [ 6 ]       |
| 1950 | 2384        | [ 6 ]       |
| 1961 | 2638        | [ 6 ]       |
| 1970 | 2485        | [ 6 ]       |
| 1980 | 2573        | [ 6 ]       |
| 1991 | 2454        | [ 6 ]       |
| 2001 | 2446        | [ 6 ]       |
| 2014 | 2371        | [ 7 ]       |
| 2016 | 2360        | [ 8 ]       |
| 2017 | 2302        | [ 9 ]       |
| 2018 | 2318        | [ 10 ]      |
| 2019 | 2345        | [ 11 ]      |
| 2020 | 2330        | [ 12 ]      |
| 2021 | 2354        | [ 13 ]      |
| 2022 | 2352        | [ 14 ]      |
| 2023 | 2369        | [ 15 ]      |
| 2024 | 2371        | [ 4 ]       |